# Domenico Pecile (agronomo)
Domenico Pecile (Udine, 1852 – San Giorgio della Richinvelda, 27 maggio 1924) è stato un agronomo e politico italiano.

## Biografia
Figlio secondogenito di Gabriele Luigi Pecile e Caterina Rubini di Gemona, intraprese in un primo momento gli studi ecclesiastici, poi abbandonati quando aprì a Udine l'Istituto tecnico, fondato e diretto da Alfonso Cossa su incarico di Quintino Sella. Pecile seguì il Cossa quando questi fu trasferito a Torino e qui ottenne la laurea in chimica.
Seguì poi il suo maestro a Napoli, fungendo da assistente del laboratorio di chimica della Scuola superiore di agricoltura di Portici, e intraprese alcuni viaggi studio prima a Monaco di Baviera, nel 1876, e poi in Ungheria. Fu in un primo periodo docente dell'Istituto tecnico di Catania, ma dovette rientrare a Udine al manifestarsi di una malattia agli occhi.
A partire dal 1878 concentrò la sua attività nel mantenimento delle tenute di famiglia a San Giorgio della Richinvelda, ricoprendo per sedici anni la carica di sindaco di quel comune. Per i suoi meriti circa il rinnovamento e le sperimentazioni agrarie di quel territorio, ha ottenuto nel 1883 la medaglia d'argento dell'Istituto veneto di scienze, lettere ed arti.
Tra i numerosi incarichi ricoperti si ricordano: socio fondatore dello zuccherificio di San Vito al Tagliamento e presidente della Cooperativa di perfosfati; fondatore della Cassa rurale di San Giorgio e di Aurava (1892); vice-presidente dell'Esposizione agraria; membro dal 1882 e poi presidente dell'Associazione agraria friulana; presidente del Consorzio del canale Ledra-Tagliamento.
Nel novembre 1904 venne eletto sindaco di Udine, rimanendo in carica per sedici anni consecutivi. Fu il fautore della costruzione del nuovo palazzo municipale progettato da Raimondo D'Aronco e nel 1906 inaugurò i nuovi Civici musei e gallerie di storia e arte nella sede del castello di Udine. Ricoprì anche la carica di vice-presidente del Consiglio provinciale di Udine.
Ha pubblicato numerosi saggi e studi di carattere agrario e scientifico, soprattutto sul «Bullettino» dell'Associazione agraria friulana. Morì dopo una breve malattia nella sua tenuta a San Giorgio della Richinvelda il 27 maggio 1924.